# Дјеп су Дуомон
Дјеп су Дуомон (фр. Dieppe-sous-Douaumont) насеље је и општина у североисточној Француској у региону Лорена, у департману Меза која припада префектури Верден.
По подацима из 2011. године у општини је живело 183 становника, а густина насељености је износила 12,15 становника/km². Општина се простире на површини од 15,06 km². Налази се на средњој надморској висини од 234 метара (максималној 269 m, а минималној 212 m).

## Демографија
| 1962. | 1968. | 1975. | 1982. | 1990. | 1999. | 2011. |
| ----- | ----- | ----- | ----- | ----- | ----- | ----- |
| 194   | 206   | 172   | 183   | 170   | 150   | 183   |

График промене броја становника у току последњих година